# Khoţbeh Sarā
Khoţbeh Sarā (persiska: خطبه سرا) är en ort i Iran.   Den ligger i provinsen Gilan, i den nordvästra delen av landet, 300 km nordväst om huvudstaden Teheran. Antalet invånare är 273.
Terrängen runt Khoţbeh Sarā är varierad.  Närmaste större samhälle är Līsār, 7,0 km söder om Khoţbeh Sarā. Trakten runt Khoţbeh Sarā består till största delen av jordbruksmark.